# Château de Régennes

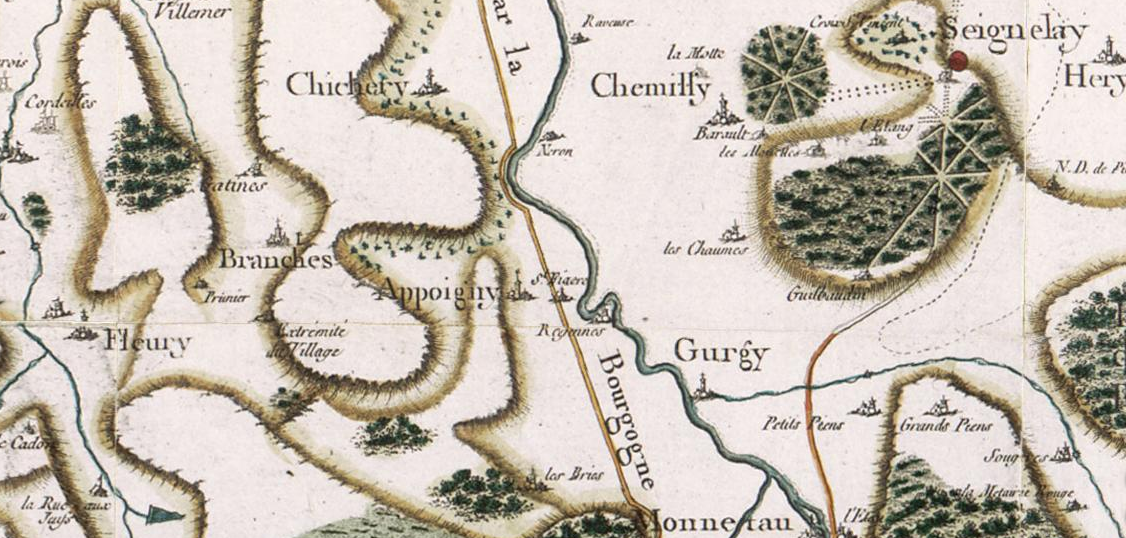
Régennes sur la carte de Cassini
entre Appoigny et Gurgy

Le château de Régennes se trouve sur la commune d'Appoigny dans le département de l'Yonne, au nord de la Bourgogne, en France.
Propriété de l'évêché d'Auxerre depuis le Ve siècle et résidence fréquente des évêques d’Auxerre, détruit à différentes reprises, il est chaque fois rebâti somptueusement. Trois rois et un dauphin y ont été reçus.
Il est vendu en 1791 et totalement rasé à cette époque.
Le présent bâtiment est construit par Mr. Millon, natif d'Appoigny, entre la première et la Deuxième Guerre mondiale. Il est depuis devenu une clinique. Les jardins sont inventoriés à l'inventaire général du patrimoine culturel français et sont visitables sur demande.

## Toponymie
Les noms de Rigena, Regenna, Regius amnis ou Regeanne figurent sur différents documents.
"La transcription latine Regius Amnis, qui paraît pour la première fois dans un acte de 1145, est certes une fantaisie étymologique de clerc demi-savant au même titre que "Signum laetum ", pour Seignelay, "Sacrum Caesaris" pour Sancerre, ou "Tonitruum" pour Tonnerre. En réalité la forme ancienne est suggérée par une graphie de 1266 : Riganam, dans une ordonnance de saint Louis. Faute de témoignages plus anciens, l'analogie du nom de Migennes, commune voisine d'Appoigny, doit nous mettre sur la bonne voie : c'est Mitiganna, en 634, dans le testament de l'évêque d'Auxerre Vigilius ; Mitgana au IXe siècle, dans le sacramentaire sénonais de Stockholm ; Migana en 1161 et Migenne en 1543. Nous sommes donc portés à reconstituer pour le nom de Régennes la série inverse Régenne, Rigâna, Ritgana, Ritigana, série conforme par ailleurs aux lois de la phonétique romane... Ritigana ou plus anciennement Riticana (s.-e. villa) est un adjectif issu de la racine celtique ritu - , gué, à laquelle s'ajoutent un premier suffixe - ic - (cf. Avar-ic-um, Autr-ic-um) et un second suffixe - an-, qui a été employé, surtout au début de la colonisation romaine de la Gaule, pour la formation des noms de domaines. Il se pourrait donc que Rit-ic-os fût la forme la plus ancienne du nom de Régennes et qu'elle signifiât "le domaine du gué" : un gué, très anciennement utilisé, coupe la boucle de la rivière qui contourne Régennes.

## Localisation
Le château de Régennes est sur l'actuelle commune d'Appoigny à 10 km au nord d'Auxerre. Comme la ville d'Appoigny, il se trouve en rive gauche (côté ouest) de l'Yonne mais a l'avantage d'être presque entièrement entouré par une boucle de la rivière, très méandreuse à cet endroit.
Le site commande un pertuis sur la rivière Yonne, d'une grande importance pour le passage des bateaux et le transport des marchandises, entre autres notamment le vin dont l'implantation dans la région auxerroise remonte au IIe siècle et, à partir du XVIe siècle, essentiel pour le flottage des trains de bois du Nivernais à destination de Paris,.
Autre caractéristique du lieu et élément de convoitise : il est extrêmement fertile. Appoigny, village immédiatement dépendant de Régennes à tous égards, est longtemps considéré comme « le jardin d'Auxerre et de Joigny ». Jacques Amyot, 96e évêque d'Auxerre (1570-1593), offre au roi Henry III un chou si gros qu'il faut deux hommes pour le porter.

## Histoire

### Fin de l'Antiquité et Haut Moyen Âge
Vers l'an 380 Régennes appartient aux parents de saint Germain (6e évêque d'Auxerre 418-448), Rustique et Germanille, dont il est dit qu'ils y ont été enterrés en grande pompe. Léguées à l’église d’Auxerre par saint Germain, les terres demeurent la propriété des évêques d’Auxerre de 448 à la Révolution française.
Dès l'époque d'Aunaire (18e év. 572-605), les sénonais font des incursions jusqu'à Auxerre et ravagent Régennes au passage.
Auxerre est prise par des pilleurs, probablement sarrazins (des visigoths sont aussi mentionnés), en 729 ou 732. Ils arrivent du sud, puisqu'ils prennent d'abord Mâcon, Tournus, Châlons, Beaune et Dijon. Mais alors qu'ils approchent de Sens, l'évêque Ebbon de Sens sort de la ville avec ses vassaux et attaque, les met en déroute et les poursuit jusque près de Régennes où les sénonais défont entièrement les sarrazins.

### Le pertuis de Régennes
Le pertuis de Régennes est une écluse à déversoir et un passage obligé sur l'Yonne pour les bateaux. Celui qui a la mainmise sur Régennes tient Auxerre en échec car il commande la navigation depuis et vers Auxerre. C'est donc un point hautement stratégique lors de conflits.
Par ailleurs, avec l'introduction d'un péage c'est une source de revenus. Sur les voies d'eau les péages sont nombreux, puisque « le moindre filet d'eau était l'occasion d'une perception ». L'Auxerrois, pays historiquement gros producteur de vin, en a fait passer par ce pertuis d'énormes quantités de barriques au cours des siècles.
Mais ce pertuis en particulier est essentiel pour le flottage des trains de bois de chauffage et de construction, radeaux d'environ 75 m de long sur 5 m de large faits de bûches soigneusement assemblées par des liens végétaux, et qui, à partir du milieu du XVIe siècle, descendent les rivières du haut bassin de la Seine depuis le Nivernais et le Morvan en général, à destination notamment de Paris où une ordonnance de 1415 sous Charles VI mentionne déjà un train de bois arrivé dans la ville.
Car l'Yonne, qui vient du Morvan et du Nivernais boisé, n'est pas navigable en amont de Clamecy mais elle y sert de « chemin qui marche » pour le bois flotté depuis les forêts nivernaises, avec son premier train de bois arrivant à Paris le 20 avril 1547 en provenance de Chasteau-Sans-Souef (aujourd'hui Châtel-Censoir). En aval de Clamecy elle est navigable, et c'est dans les environs de Clamecy que le bois flotté est assemblé en « trains » ; mais jusqu'à Régennes le cours de l'Yonne est souvent sinueux ou torrentiel, parfois les deux ensemble. Le flottage du bois sur un tel cours exige donc un apport d'eau au-delà du débit habituel, pour pousser ces grosses masses de bois vers l'aval. D'où l'abondance de pertuis et d'étangs artificiels ou artificiellement agrandis, qui doivent accumuler l'eau pour, le moment venu, la relâcher par tous les pertuis de façon synchronisée sur tout le parcours du flottage de bois. Or Régennes est le dernier pertuis en aval dont le fonctionnement est nécessaire pour faire avancer les trains de bois ; c'est aussi le lieu où ces trains de bois peuvent être couplés grâce à la largeur accrue de la rivière. En 1568 ces trains de bois sont utilisés par l'infanterie catholique pour aborder Régennes tenu par les huguenots.
Le pertuis et les moulins de Régennes sont détruits vers 1738 car ils causent trop d'accidents.

### Bas Moyen Âge
Vers 1076, Robert de Nevers (50e év. 1076-1084) repousse les sénonais hors d'Appoigny, leur enlève leurs prisonniers et fait bâtir à Régennes une première forteresse. Son successeur Humbaud (51e év. 1087-1114) remet en état Appoigny qu'il fait aussi fortifier. À l'époque (an 1100), Régennes est appelé le clos épiscopal.
En 1145, saint Bernard (1090/1091-1153) établit les obligations de l’évêque envers le comte d'Auxerre pour le passage des mariniers au pertuis de Régennes.
Hugues de Noyers (57e évêque d'Auxerre 1183-1206) embellit le château et commence le creusage de fossés complétés par des murs et quelques fortifications ; il entend faire creuser un chenal pour amener un bras de rivière à parachever l'entourage du site par des cours d'eau. Mais le comte de Champagne Thibaut III (1197-1201) s'y oppose manu militari et fait détruire quelque ouvrage commencé dans le but de fortifier l'endroit,.
Guy de Mello (62e évêque d'Auxerre 1247-1269) fait construire des murailles de clôture considérablement agrandies et une tour carrée très épaisse en forme de portique. Il fait surélever le château, et y fait de grands aménagements à l'intérieur, ainsi qu'à l'extérieur où il fait planter des vergers et creuser des étangs. Il fait aussi reconstruire les tours sises le long de l'Yonne, qui sont délabrées.
Les évêques d’Auxerre sont propriétaires de la rivière en aval du pont, et Guy de Mello le fait clairement comprendre quand il arrache les panneaux que les officiers du roi ont plantés sur la barre du pertuis pour marquer la souveraineté royale. Cela ne l'empêche pas de recevoir le roi saint Louis en 1265 ou 1266 à Régennes, d'où ce dernier envoie des lettres à Auxerre et à Paris le 25 juillet afin de faire reconstruire le pont d'Auxerre dont une partie a été emportée par la crue de 1265. Saint Louis fait une seconde visite en mars 1269, une halte sur son chemin vers l'Afrique. Deux autres rois s'arrêteront à Régennes : Jean II le Bon (1350–1364) et Charles IX (1560-1574) ; et un dauphin : le futur Louis XVIII (1814-1824). 

Pierre de Mornay (65e év. 1295-1306) meurt à Régennes le 29 mai 1306.
Du temps d'Aymeric Guénaud (70e évêque d'Auxerre 1331-1339), une sentence arbitrale prononcée le 23 février 1338 qualifie Régennes d'hospice « quoique plusieurs siècles auparavant ce fut un château très fort » ; les bâtiments se sont donc dégradés depuis les aménagements de Guy de Mello, sans que l'on en connaisse la cause. Aymeric Guénaud se plaît toutefois assez à Régennes pour doter le lieu d'une première garenne.
Bien qu'il ne reste que trois ans en charge, Pierre de Villaines (72e évêque d'Auxerre 1344-1347) prend le temps de fortifier et armer d'artillerie Régennes (et Villechaul).
Au début de 1358 les Anglais sont aux portes de la Bourgogne. Les habitants d'Appoigny veulent rétablir l'ancienne forteresse et ses fossés, autour de l'église et ailleurs ; mais cela ne peut se faire sans démolir l'auditoire du bailliage et d'autres bâtiments générateurs de revenu pour l'évêché. Ils demandent donc à Jean d'Auxois (76e évêque d'Auxerre 1352-1358) la permission de les démolir et ce dernier la leur accorde le 6 juin 1358. Toutefois ils ne se sont pas engagés à les maintenir mais seulement à les creuser. Ils demandent donc au chapitre confirmation de cette autorisation, confirmation apportée le 8 juin deux jours après celle de Jean d'Auxois. Mais les Anglais se rapprochent de plus en plus. Jean d'Auxois quitte Régennes pour s'enfermer dans Auxerre. Régennes est pris le 8 décembre 1358. Le château est subséquemment utilisé comme garnison par les Anglais ; ils s'en servent comme base pour aller attaquer Auxerre, qui tombe dans leurs mains le 10 mars 1359,,, et y piller leur nourriture ultérieurement à cette prise. Ils commandent donc le pertuis sur la rivière Yonne mentionné plus haut. Les auxerrois, après la libération d'Auxerre, demandent au connétable Robert de Fienne d'intercéder auprès des Anglais basés à Régennes pour que ces derniers acceptent contre tribut le passage du vin par le si important pertuis de Régennes. L'accord passé inclut toutes marchandises, contre de larges quantités de vin prélevé au passage ; et inclut aussi la destruction par les anglo-gascons de la Motte Champlay à Tannerre, de Malicorne, de Ligny-le-Château et de Régennes lors du départ prévu de ces troupes,. Il est aussi mention d'une intervention du pape Innocent II, qui a nommé Ithier de Jarousse 77e évêque d'Auxerre (1359-1361) en succession de Jean d'Auxois († 19 janvier 1359) ; les Anglais ayant remis Régennes aux mains du roi, Innocent II œuvre pour que le château, ou ce qu'il en reste, soit rendu à l'évêque.
Durant l'épiscopat de Ferric Cassinel (82e év. 1382-1390), l'avocat Étienne de Mailly, résident d'Auxerre et précédemment official d'Autun, plaide au siège d'Auxerre contre l'évêque en faveur de gens que l'évêque a injustement accusé, et publie un « excomuniement » requis par l'évêque de Lodève contre l'évêque d'Auxerre. Vexé, Ferric Cassinel fait emprisonner Étienne de Mailly à Régennes où Guillaume Cassinel frère de Ferric le fait torturer par deux de ses domestiques,.
En 1361 Jean II le Bon (1350–1364) dîne à Régennes.
En 1423 du temps de l'évêque Philippe des Essarts, Régennes est très endommagé par les Anglais à l'occasion de la bataille de Crevan (Cravant, Yonne).
En 1432, François l'Aragonnais (1398–1462) et ses bourguignons attaquent le château avec l'artillerie d'Auxerre et le prennent,. En 1492 il est assiégé puis entièrement détruit, toujours par des bourguignons mais ceux-là conduits par Jacques de Savoie. François de Dinteville (91e év. 1513-1530) et son neveu François de Dinteville II (92e év. 1530-1554) le reconstruisent.

### Temps modernes
Le château a été détruit par les guerres du XVe siècle entre le duc de Bourgogne et le roi de France, ainsi que nombre de maisons rasées ou inhabitées. Le revenu de la terre en est donc considérablement diminué. Jean Baillet (90e évêque d'Auxerre 1477-1513), quatre mois après le début de son épiscopat, signe un accord le 5 janvier 1478 avec le chapitre des chanoines d'Auxerre pour réduire à 80 livres la somme de 114 livres due annuellement par l'évêché au chapitre, réduction validée  pour une durée de six ans,. En 1486 le chapitre, reconnaissant des bonnes œuvres de Baillet, lui accorde cette remise à vie.
Le cardinal Robert de Lenoncourt (év. 1556-1560) ne réside que très peu au palais d'Auxerre ; presque tous les actes portant son nom sont signés de Régennes ou de La Charité-sur-Loire - quand il n'est pas retenu hors du diocèse par ses autres charges, ce qui est fréquent. Le premier portique d'entrée du château portait ses armoiries et une partie du corps de logis de la première cour date probablement de son époque,.
En 1563 Charles IX (1560-1574) dîne à Régennes.
En avril 1568 sous l'épiscopat de La Bourdaisière (95e év. 1563-1570), les catholiques chassent d'Auxerre les huguenots qui avaient pris la ville le 27 septembre 1567. Ceux-ci se rabattent sur Régennes et gagnent finalement accès au château par traîtrise le 3 août 1568. Les auxerrois, en peine de cette perte, demandent de l'aide à plusieurs villes du diocèse (Tonnerre, Joigny, Seignelay, Chablis...) La plus proche de Régennes est Seignelay, et De Malain, seigneur d'une partie de Seignelay, est le seul à proposer son aide : il offre son artillerie et il avertit Auxerre de ce que les huguenots de Régennes attendent des troupes de renfort et des échelles, fabriquées à Coulanges-sur-Yonne, pour investir la ville de nuit. Il se joint aux troupes envoyées rapidement par le roi et qui reprennent Régennes le 24 août 1568, seulement 20 jours après sa prise par l'arrivée des huguenots au château. Pour cette contre-attaque, l'infanterie catholique aborde en amont de Régennes des trains de bois mentionnées ici plus haut (voir # Le pertuis de Régennes), et débarque à hauteur du château. Ce sont les troupes royales qui mettent le feu au château pour en débusquer les huguenots.
Jacques Amyot (96e év. 1570-1593) rebâtit Régennes en 1576 à l'identique.
En 1615, le prince de Condé, en révolte contre Concini, s'est fait porte-parole des protestants. Ses soldats et ceux de Dumaines, du maréchal de Bouillon et du prince de Tingry s'emparent d'Appoigny et prennent Régennes par surprise - ils rendent le château à l'évêque François de Donadieu contre 3 000 francs.
Dominique Séguier (év. 1631-1637) aime Régennes plus que tout autre de ses demeures épiscopales. Il renouvelle et augmente les allées d'arbres plantées par son prédécesseur, fait élargir le fossé de l'entrée, fait faire des passages de communication entre les chambres du rez-de-chaussée et le jardin, et fait remettre en état l'appartement bâti par le cardinal Robert de Lenoncourt (1556-1560).
Les trois derniers évêques d'Auxerre : Charles de Caylus (év. 1705-1754), Jacques-Marie de Condorcet (év. 1754-1760) et, 105e et tout dernier évêque d'Auxerre, Champion de Cicé (év. 1760-1801), abandonnent le palais d'Auxerre et se logent à Régennes. 

Champion de Cicé fait rebâtir Régennes en 1769, sur deux étages dans un style moderne et avec beaucoup de magnificence ; l'architecte en est Claude Louis d'Aviler († 1764). Il fait remanier le parc selon des plans de Le Nôtre, ce qui fait appeler Régennes « l'île enchantée ». Il y reçoit le futur Louis XVIII (1814-1824), qui couche à Régennes en 1778.
En 1768, du temps de Champion de Cicé, le seigneur a droit de haute, moyenne et basse justice ; il a droit d'assises - qui se tenaient vers la saint-Pierre (29 juin), droit d'amende (60 sous pour les appels et 3 sous pour chaque défaut donné par le juge), droits de greffe, de sergenterie, de notariat et de tabellionage, droit de prévôté des amendes, droit de prison et de geôlage ; droit de chasse, droit de pêche dans l'Yonne ; droit de guet (en temps de guerre les habitants doivent fournir 8 hommes nuit et jour pour la garde du château de Régennes) ; droits de censive, d'amende de recelé, de profit de lods et de ventes sur tous les héritages situés sur le territoire de la justice d'Appoigny ; droit de taille bourgeoise ; droit de dîme sur tous les fruits naturels, blé, vin, grain, légumes et sur les porcs, veaux, agneaux et sur la laine ; droit de corvée (2 jours / personne / an) ; droit de rouage, droits de port et de passage sur l'Yonne ; droits de marché, de halage, de jeu de quilles ; droits de ban, de vendange, de courtiers de vin, de four banal, de boulangerie, de boucherie banale, etc.
Les effets du château sont vendus en 1795.
Dans l'église Saint-Martial de Seignelay, un médaillon en marbre blanc qui représente la Religion tenant une croix ou des anges portant les instruments de la Passion, dans le style du XVIIe siècle, provient du château de Regennes et a été donné par le curé Berlie. Dans les années 1830, son pendant est à l'hôtel de ville d'Auxerre.